# 散板
散板，中国音乐术语，指一种速度缓慢节奏不规则的自由节拍。在傳統的器樂、中國民歌以及戲曲中都經常運用。最早運用散板的樂曲是晉朝開始有記譜的古琴曲和唐代的雅樂。唐代雅樂以「序、破、急」作為結構，其中序為散板、破為慢板、急為快板，很多中國音樂都有類似的結構，亦影響到日本的雅樂和韓國的盤索里。在西方音樂中，和散板意思相近的詞語是Senza Misura(自由拍子)和Ad libitum(隨意)。

## 戲曲的散板
在京剧中有西皮散板，二黄散板，常常用在唱段的开场或者结尾。样板戏《红灯记》李铁梅的“听罢奶奶说红灯”唱段，即是西皮散板。《智取威虎山》杨子荣“迎来春色换人间”唱段，即是二黄散板。中国古代音乐追求清、静、淡、远之意境，刻意控制使用动感强烈的鲜明节奏，而注重运用散板。